# Ale vikingagård

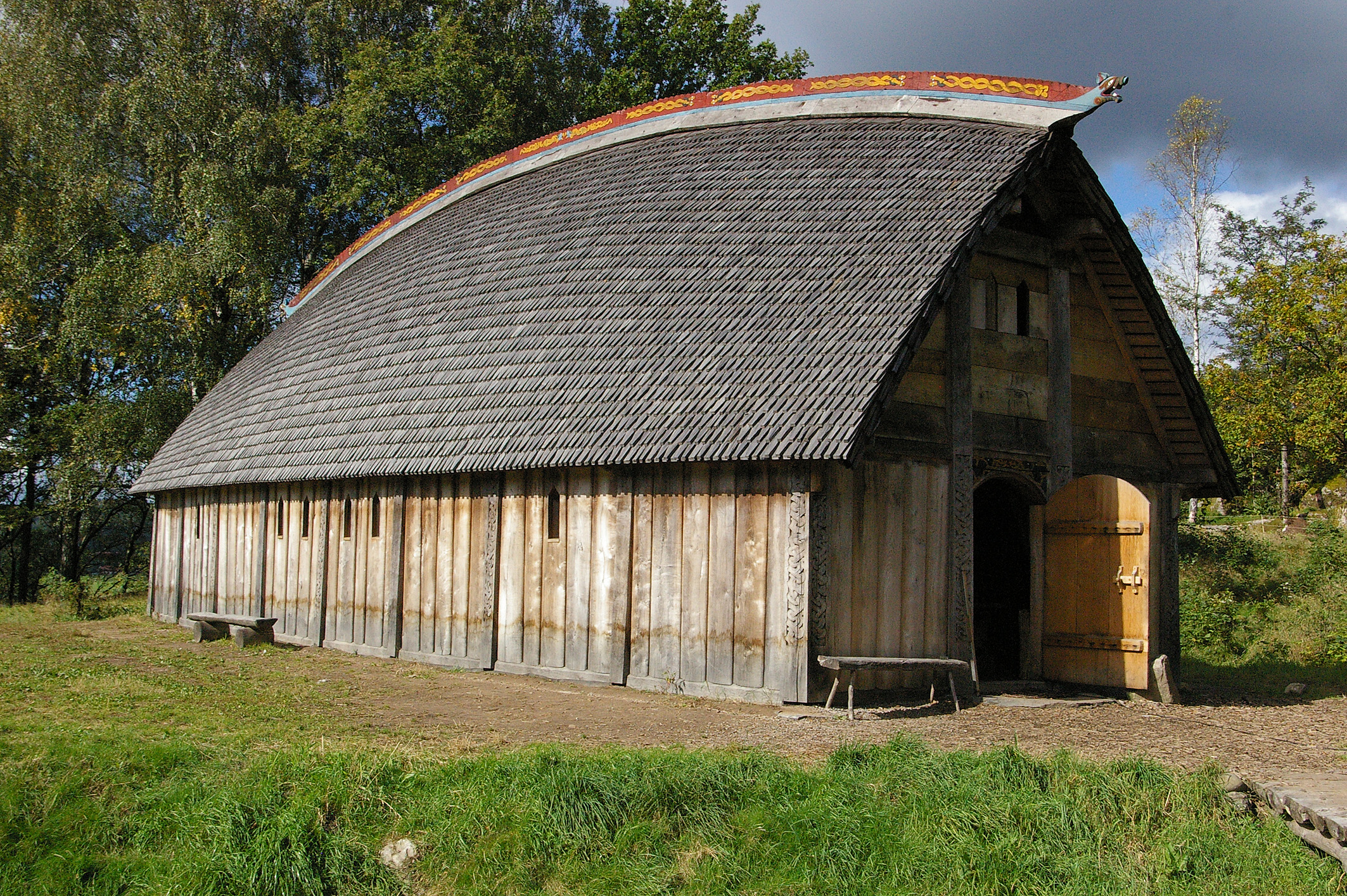
Ale vikingagård

Ale vikingagård is een museum in het Zweedse Ale. Het museum belicht de tijd van de Vikingen. Het museum is een reconstructie van een vikingboerderij gebaseerd op archeologische opgravingen in Tissø in Denemarken. Het langhuis uit 2001 is 17 meter lang.